# 基隆河
基隆河（きいるん-か）は台湾北部を流れる淡水河水系の河川。
かつては砂金採集の場としても有名であった。また、基隆河で砂金が取れたことが契機となり、上流の九份での金の採鉱、さらには金瓜石鉱山の発見に至った。平渓線沿線の渓谷は日本統治時代には「平渓耶馬渓」とも言われ、最近は、日本の鉄道ファンの間で「台湾の保津峡」と呼ばれている。

## 治水
基隆河は河道が湾曲し、また上流の平渓山区が台湾で最も雨量が多い地区であるため、大雨のたびに下流で水害を引き起こしてきた。そのため1991年より松山、内湖、南港で河道直線化工事が実施された。この結果下流域での洪水被害は減少したが、満潮時の逆流や、中流域での洪水被害という新しい災害を誘発し、2003年からは瑞芳で員山子分洪道という分水路を建設し、過剰な流水を東シナ海に直接排出する工事を施工している。

## 支流
- 鰈魚坑渓
- 東勢坑渓
- 暖暖渓
- 鶯歌石渓
- 瑪陵坑渓
- 友蚋渓
- 北港渓
- 大坑渓
- 双渓